# Fenacylgrupp

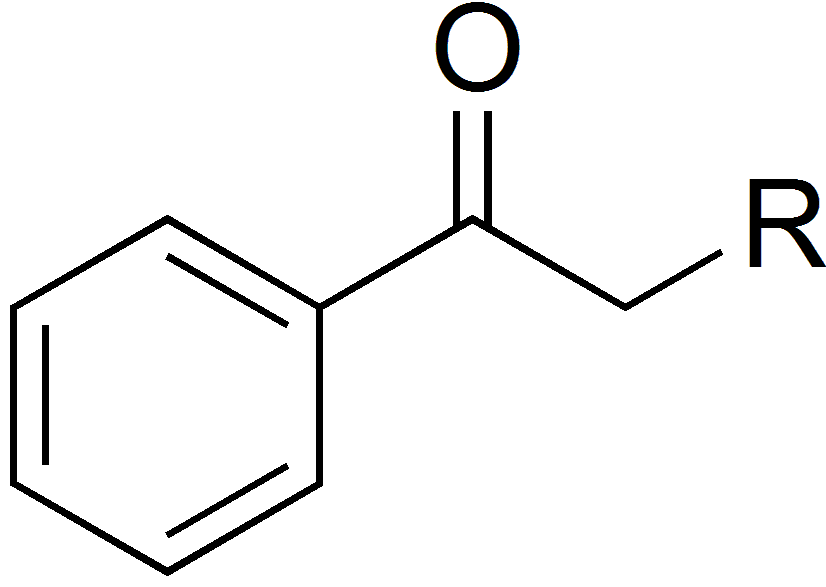
Strukturformel

Fenacylgrupp är en funktionell grupp inom den organiska kemin. Gruppens generella formel kan skrivas som RCH2(CO)C6H5, där R betecknar resten av molekylen. Fenacylklorid har använts i tårgas och fenacylkbromid är en ofta använd elektrofil för introduktion av fenacylgruppen i en molekyl.